# José Borba
José Rodrigues Borba GOMM (Mandaguari, 14 de julho de 1949) é contador, empresário e político brasileiro filiado ao Progressistas (PP), pelo qual foi prefeito de Jandaia do Sul até ser condenado a prisão por corrupção passiva pelo Supremo Tribunal Federal (STF). Pelo Partido Trabalhista Brasileiro (PTB), foi deputado federal pelo Paraná, reelegendo-se pelo Partido do Movimento Democrático Brasileiro (PMDB). Pela Aliança Renovadora Nacional (ARENA), foi vereador de Jandaia do Sul.
José Borba é formado em contabilidade e está filiado ao PMDB desde 1999.
Seus mandatos eletivos são os seguintes: vereador da Aliança Renovadora Nacional (Arena) do município paranaense de Jandaia do Sul (1977-1982), prefeito de Jandaia do Sul pelo PMDB (1989-1993), deputado federal do Partido Trabalhista Brasileiro (PTB) pelo Paraná (1995-1999),  deputado federal do Partido Trabalhista Brasileiro (PTB) pelo Paraná (1999-2003),  deputado federal do PMDB pelo Paraná (2003-2007). 
É ex-dirigente do PMDB no Congresso Nacional. Foi acusado de receber R$ 2,1 milhões através do diretor da empresa de publicidade SMP&B, de Marcos Valério, mas recusou-se a assinar o recibo da retirada, forçando um empregado da SMPB a ir ao banco para liberar o pagamento.

## Carreira no Congresso Nacional
Em 1994 foi candidato a deputado federal pelo PTB, partido de seu padrinho politico, o ex-dono do Banco Bamerindus José Eduardo de Andrade Vieira, na época senador pelo Paraná.
Devido a boa administração de seu município, e reconhecimento público, teve fôlego para conquistar em todo o Vale do Ivaí, norte do Paraná, cerca de 41.000 votos, sendo na época um dos mais votados para a Câmara Federal.
Nesse primeiro mandato foi acusado da prática de "pianismo" em votações. O episódio veio a tona, através do também deputado paranaense Odilio Balbinotti, que faz a denúncia ao presidente da Câmara, deputado Luis Eduardo Magalhães. Na ocasião, Borba foi flagrado através de câmeras internas votando no lugar do deputado Valdomiro Meger, que se encontrava em evento na região de Maringá. Meger negou, mas diante da confirmação através de vídeo, não teve defesa. Porém, nada aconteceu aos deputados envolvidos.
Pelo PTB se reelegeu em 1998. Em 2002, já pelo PMDB, conquistou cerca de 105.000 votos. Em março de 2005, foi admitido pelo presidente Luiz Inácio Lula da Silva à Ordem do Mérito Militar no grau de Grande-Oficial especial. Mais tarde no mesmo ano, envolvido no escândalo do mensalão, renunciou ao mandato para salvar os direitos políticos. Estava envolvido junto com José Borba o deputado Celso Martinelli.

## Retorno a vida pública
Em outubro de 2009, José Borba, voltou a governar o mesmo município que administrou de 1989 a 1992. Dessa vez pelo Partido Progressista (PP). O inicio da campanha foi marcado por acusações e processos que visavam impugnar sua candidatura a prefeito, por conta dos processos que enfrentava. Um deles, o Escândalo do Mensalão, onde foi apontado como um dos operadores e condenado a dois anos e seis meses por corrupção passiva. Pelas eleições ganhou o direito de comandar Jandaia do Sul por mais quatro anos.